# Ummanz (kommune)
Ummanz er en by og kommune i det nordøstlige Tyskland, beliggende under Landkreis Vorpommern-Rügen på øen Rügen. Landkreis Vorpommern-Rügen ligger i delstaten Mecklenburg-Vorpommern.
Ummanz er beliggende ca. 4 km sydvest for Gingst og ca. 20 km vest for Bergen auf Rügen. En del af kommunen Ummanz ligger på øen Ummanz (også den ubeboede ø Heuwiese hører til kommunen). Man har siden 1901 kunnet køre til øen Ummanz over en 250 meter langbro ved Waase. Det er den fjerdestørste ø i Mecklenburg-Vorpommern. I nord grænser kommunen op til Schaproder Bodden, Udarser Wiek og Koselower See. I syd finder man Kubitzer Bodden. Store dele af kommunen ligger i Nationalpark Vorpommersche Boddenlandschaft.

## Landsbyer og bebyggelser
| - Ummanz - Dubkevitz - Freesenort - Groß Kubitz - Haide - Lieschow - Lüßvitz - Moordorf | - Mursewiek - Suhrendorf - Tankow - Unrow - Varbelvitz - Waase - Wusse |